# Slovenské vzdušné zbraně
Slovenské vzdušné zbraně (slovensky Slovenské vzdušné zbrane, zkratkou SVZ) byly ozbrojené letecké síly Slovenské republiky, existující od března 1939 do října 1944. Jejich úkolem byla obrana vzdušného prostoru Slovenska, ale SVZ se účastnily i vojenských operací proti Rudé armádě na východní frontě. První bojové akce SVZ uskutečnily v malé válce a ve válce proti Polsku. 
Letadla pro výcvik poskytlo Německo a Itálie  K obraně slovenského vzdušného prostoru byly využívány stroje Messerschmitt Bf 109 (typy E a G), Avia B-534, a další stíhací letouny. S obranou samozřejmě pomáhaly i jednotky Luftwaffe dislokované v oblasti.

## Historie

### První bojové nasazení
Zkoušku ohněm prodělalo slovenské letectvo hned v březnu 1939, kdy ozbrojené síly Maďarska vnikly po dobytí Podkarpatské Rusi (14.-18. března) na území východního Slovenska. Proti maďarským vzdušným silám byly nasazeny 45. a 49. stíhací letka s dvaceti B-534 a 12. a 13. pozorovací letka, vyzbrojená asi dvaceti Š-328, operující z letiště ve Spišské Nové Vsi. Jejich protivník nasadil do akce stíhací letku 1/1 "Íjász", vybavenou italskými stíhačkami Fiat CR.32. Hned první den operací (23. března) ztratili Slováci dvě B-534, zasažené protiletadlovou palbou. 26. března bylo podepsáno příměří; během čtyř dnů bojů však Slovensko ztratilo devět letounů Avia B-534 a čtyři Letovy Š-328, sedm pilotů bylo zabito a jeden zajat.

### Invaze do Polska
Svou roli sehrálo slovenské letectvo i při invazi do Polska. Nasadilo 39. a 45. stíhací letku a 16. pozorovací letku. Hlavní úlohou stíhacích letek bylo eskortování německých střemhlavých bombardérů Junkers Ju 87 při útocích na polské pozice. Při provádění těchto akcí SVZ ztratily dvě svá letadla (pravděpodobně B-534). 16. pozorovací letka shazovala lehké bomby a letáky a podílela se na kurýrní službě.

### Boje v Sovětském svazu
22. června 1941 překročila německá armáda hranice Sovětského svazu, kterému Třetí říše vzápětí vyhlásila válku. Tentýž den Slovensko prostřednictvím prezidenta a ministra zahraničních věcí vyjádřilo tomuto tažení podporu, což o dva dny později potvrdilo vysláním bojových jednotek na východní frontu. Na frontě bylo kromě pozemního vojska nasazeno i slovenské letectvo. Navzdory nedostatkům ve výzbroji a výcviku si slovenští letci vedli poměrně úspěšně a na zastaralých dvouplošnících získali řadu vzdušných vítězství. Legendární letka 13 přezbrojená na Messerschmitty Bf 109 pokračovala v boji po boku Luftwaffe i po stažení většiny ostatních slovenských jednotek. Nejúspěšnějším pilotem byl Ján Režňák s 32 potvrzenými sestřely. Zvrat ve válce na východní frontě ale brzy demoralizoval i letectvo, stejně jako u pozemního vojska zde docházelo k případům dezerce a po vypuknutí Slovenského národního povstání se letci přidali na stranu povstalců.

## Organizace

### Vznik
Slovenské letectvo vzniklo na základě československého 3. leteckého pluku generála-letce Milana Rastislava Štefánika, který jako jediný z šesti československých leteckých pluků byl umístěn na Slovensku. Po vytvoření Slovenského státu v březnu 1939 převzaly nově vzniklé Vzdušné zbraně jeho leteckou výzbroj a organizační strukturu. Velitelem letectva se stal pplk. Ján Ambruš, velitelem pluku mjr. Karol Sojček. Letectvo se v té době potýkalo hlavně s nedostatkem pilotů a zastaralostí leteckého parku.
Letecký pluk generála-letce M. R. Štefánika (stav k březnu 1939)
- 1. peruť
  - 9. pozorovací letka (Vajnory, Letov Š-328)
  - 64. zvědná letka (Vajnory, Letov Š-328)
- 2. peruť
  - 12. pozorovací letka (Spišská Nová Ves, Letov Š-328)
  - 13. pozorovací letka (Spišská Nová Ves, Letov Š-328 a Aero AP-32)
  - 49. stíhací letka (Spišská Nová Ves, Avia B-534)
- 3. peruť
  - 37. stíhací letka (Piešťany, Avia B-534)
  - 38. stíhací letka (Piešťany, Avia B-534)
  - 39. stíhací letka (Piešťany, Avia B-534 a Avia Bk-534)
  - 45. stíhací letka (Piešťany, Avia B-534)
- 4. peruť
  - 10. pozorovací letka (Nitra, Letov Š-328)
  - 15. pozorovací letka (Nitra, Letov Š-328, Letov Š-128, Letov Š-218, Letov Š-16, Aero A-230, Aero A-330 a Avia Ba-33)
  - 16. pozorovací letka (Tri Duby, Letov Š-328 a Letov Š-16)
- Náhradní letka (Piešťany, Avia Ba-33, Avia Ba-34 a Aero AP-32)
- Cvičná letka (Vajnory, Nitra a Piešťany, Avia B-534, Letov Š-328, Praga E-39, Praga E-241, Avia Ba-122, Avia Bs-122, Aero A-100, Aero A-11, Aero A-200, Avia B-34, Letov Š-16, Aero A-211 a Škoda D-1)
- Technická letka (Piešťany)
- Letecký park a dílny (Nitra)
- Letecká střelnice (Malacky-Nový Dvor)

### Reorganizace 1939
Na konci roku 1939 došlo k celkové reorganizaci jednotek. Kvůli stálému nedostatku bojových pilotů byl zredukován počet letek - z pěti stíhacích vznikly tři (11. a 12. v Piešťanech a 13. ve Spišské Nové Vsi), ze sedmi pozorovacích také tři (1. v Žilině, 2. ve Spišské Nové Vsi a 3, v Nitře). Byla vytvořena nová letecká škola v Trenčianských Biskupicích, používající původně letadla čs. provenience, později pak letadla německá. Došlo ke sloučení velitelství leteckého pluku s velitelstvím letectva na Ministerstvu národnej obrany. Navíc vznikly nové samostatné perutě, podléhající jednotlivým velitelstvím divizních oblastí.
Slovenské vzdušné zbraně (stav k říjnu 1939)
- Peruť I (Nitra)
  - Letka 9
  - Letka 10
  - Letka 16
- Peruť II (Spišská Nová Ves)
  - Letka 12
  - Letka 45
  - Letka 49 (rámcová)
- Peruť III (Piešťany)
  - Letka 37
  - Letka 39
  - Letka 64
  - Letka 38 (rámcová)
- Náhradní peruť (Piešťany)
- Letecký park a dílny

Slovenské vzdušné zbraně (stav k lednu 1940)
- Velitelství Divizní oblasti Trenčín (VDO 1)
  - Peruť III (Piešťany)
    - Letka 3 (Nitra)
    - Letka 11 (Piešťany)
    - Letka 13 (Piešťany)

  - Náhradní peruť (Piešťany)
  - Cvičná letka (Piešťany)
  - Školní letka (Piešťany)
  - Výcviková letka (Piešťany)
  - Zpravodajská letka (Piešťany)
  - Oddíl vzdušného zpravodajství (Piešťany)
- Velitelství Divizní oblasti Banská Bystrica (VDO 2)
  - Peruť I (Zvolen)
    - Letka 1 (Zvolen)
    - Letka 2 (Spišská Nová Ves)
- Velitelství Divizní oblasti Prešov (VDO 3)
  - Peruť II (Spišská Nová Ves)
    - Letka 12 (Spišská Nová Ves)

## Významní piloti
- Ján Režňák
- Izidor Kovárik
- Ján Gerthofer
- František Cyprich
- František Brezina
- Anton Matúšek
- Jozef Štauder
- Pavol Zeleňák
- Rudolf Božík
- Vladimír Kriško
- Alexander Gerič
- Jozef Jančovič
- František Hanovec
- Rudolf Palatický
- Štefan Martiš
- Juraj Puškár
- Štefan Ocvirk
- Ondrej Ďumbala
- Jozef Drlička
- Martin Danihel
- Ivan Kocka